# Herz aus Stahl
Herz aus Stahl (Originaltitel: Fury, englisch für „Wut“) ist ein US-amerikanisch-britischer Kriegsfilm des Regisseurs, Drehbuchautors und Produzenten David Ayer aus dem Jahr 2014. Die Premiere fand am 15. Oktober 2014 auf Jamaika statt. In den Vereinigten Staaten, Kanada und den Bahamas kam er am 17. Oktober in die Kinos. Im deutschsprachigen Raum startete der Film am 1. Januar 2015.

## Handlung
Der Film spielt in den letzten Wochen des Zweiten Weltkriegs in Europa. Im Mittelpunkt steht eine Panzerbesatzung der US-amerikanischen 2nd Armored Division (Hell on Wheels), die im April 1945 mit ihrem Sherman-Panzer „Fury“ in der letzten Offensive gegen die Wehrmacht auf dem Gebiet des Deutschen Reiches kämpft. Die fünfköpfige Besatzung, besteht aus dem Ladeschützen Grady „Rattenarsch“ Travis, dem Richtschützen Boyd „Bibel“ Swan, dem Fahrer Trini „Gordo“ Garcia und dem kriegserfahrenen Kommandanten Staff Sergeant Don „Wardaddy“ Collier. Der Bugschütze ist kurz vor Beginn der Filmhandlung getötet worden. Die Besatzung kennt einander seit den Kämpfen in Nordafrika 1942 und war seit der Landung in der Normandie auf dem europäischen Kriegsschauplatz. Durch den Krieg sind die Männer verhärtet und ständig an der Grenze des psychischen Zusammenbruchs. Collier führt seine Männer mit harter Hand, aber weil er gleichzeitig ihr Überleben sichert, folgen sie ihm.
Der unerfahrene Norman Ellison soll den gefallenen Bugschützen ersetzen. Er ist erst seit zwei Monaten in der Armee und zum Schreiber ausgebildet worden. Als erste Aufgabe muss er die letzten Überreste seines Vorgängers aus dem Panzer aufsammeln. Ellison ist völlig entsetzt von den bösartigen Kommentaren der Soldaten und den ersten Eindrücken des Fronteinsatzes. Auf einem Vorstoß sieht er einen im Volkssturm eingesetzten Hitlerjungen, schießt aber nicht auf diesen. Als der Junge mit einer Panzerfaust auf den Führungspanzer der Amerikaner schießt, stirbt dessen gesamte Besatzung samt Zugführer einen qualvollen Flammentod. Auch bei einem anschließenden Gefecht setzt Ellison sein Maschinengewehr nur zögerlich und wenig wirksam ein. Um Ellisons Tötungshemmung auszuschalten, will Collier ihn mit Gewalt zwingen, einen um sein Leben bettelnden der SS angehörigen Kriegsgefangenen zu erschießen; letztendlich muss Collier Ellisons Finger auf den Abzug des Revolvers pressen.
Als die Amerikaner in eine kleine Stadt vorrücken, die von in den Gebäuden verschanzten deutschen Soldaten verteidigt wird. Auf dem Weg passieren sie die Leichen von Kindern, die als Deserteure gehängt wurden. Als eine Phosphorgranate des Panzers ein feindliches Geschütz ausschaltet und mehrere Deutsche in Brand setzt, stoppen die Infanteristen ihren Beschuss, um die Deutschen qualvoll verbrennen zu lassen. Ellison tötet die brennenden Männer, was ihm erstmals ein Lob von Collier einbringt. Der Bürgermeister der Stadt beendet schließlich die Kämpfe, indem er die Kapitulation der restlichen Soldaten anbietet. Wie sich herausstellt, handelt es sich um einen verletzten SS-Offizier und etliche Kinder der Hitlerjugend. Da der Bürgermeister bestätigt, dass der SS-Offizier für die Erhängung der Kinder am Ortseingang verantwortlich war, lässt Collier den Offizier auf der Stelle erschießen.
Collier und Ellison quartieren sich im Ort in einem Haushalt ein, in dem zwei junge Frauen leben. Auch wenn Collier sich zunächst von seiner üblichen rauen Seite zeigt, entspannt sich die Lage, als Collier den beiden Frauen Lebensmittel und Zigaretten gibt. Außerdem spricht er gut Deutsch, was ebenfalls zur Entspannung der Situation beiträgt (auf der DVD-Version befindet sich ein „Outtake“, in dem Collier Ellison erklärt, seine Mutter sei Deutsche gewesen und möglicherweise „nicht weit von hier“ geboren). Ellison spielt auf dem Klavier in der Wohnung, wozu die jüngere der beiden Cousinen, Emma, singt. Collier fordert Ellison auf, Emma ins Schlafzimmer zu bringen, ansonsten werde er es tun. Die zunächst verängstigte Emma beruhigt sich, als Ellison ihr aus der Hand liest. Er prophezeit ihr, dass sie eine große Liebe in ihrem Leben haben werde. Die beiden küssen sich und schlafen miteinander. Anschließend sitzen alle vier am Tisch und essen die von Collier mitgebrachten Eier, als der Rest der Mannschaft eintrifft. Beinahe kommt es durch die traumatisierten und betrunkenen Männer zu einer Schlägerei, die Collier verhindert. Als die Panzerbesatzung kurz darauf abrücken muss, klammert sich Emma weinend an Ellisons Hand. Während die Besatzung den Panzer vor dem Haus aufmunitioniert, kommt es zu einem Artillerieschlag auf die Stadt. Niemand von der Besatzung wird verletzt, jedoch wird das Haus der beiden Frauen getroffen und Emma stirbt. Ellison versucht verzweifelt, Emma auszugraben. Rattenarsch verhöhnt ihn und zerrt ihn zurück zum Panzer.
Auf dem Weg zu einer strategisch wichtigen Kreuzung wird der hinterste der aus vier M4 Sherman bestehenden Kolonne von einem getarnten Panzerkampfwagen VI Tiger abgeschossen. Da dessen 88-mm-Kanone die US-Panzer aus großer Entfernung zerstören kann, während deren 75-mm-Granaten weitgehend wirkungslos an der Tiger-Panzerung abprallen, steuern die restlichen drei Shermans auf den Tiger zu, da die Panzerung vorne am stärksten ist, und feuern eine Nebelgranate auf ihn. Der Sicht beraubt kommt der Tiger aus seiner Deckung aufs freie Feld. Der Tiger fährt den anstürmenden Shermans entgegen und zerstört zwei. Fury schafft es hinter den weniger manövrierfähigen Tiger zu gelangen und ihn durch die schwache Heckpanzerung abzuschießen. Die fliehende deutsche Panzerbesatzung wird von Collier erschossen.
Kurz danach fährt Fury auf der Kreuzung, die gehalten werden soll, auf eine Mine. Kette und Fahrwerk werden schwer beschädigt. Rattenarsch entschuldigt sich bei Ellison und sagt, dass er ihn für einen guten Mann halte. Nur sei der Rest von ihnen eben keine guten Menschen.
Während die Besatzung versucht, den Panzer zu reparieren, hält Ellison Wache und sieht, wie sich eine etwa 300 Mann starke Waffen-SS-Einheit unter Marschgesang der Kreuzung nähert. Auf Colliers Beispiel hin bleibt die Mannschaft in ihrem liegengebliebenen Panzer, um die strategisch wichtige Kreuzung zu halten. Sie legen einen Hinterhalt, indem sie einen toten deutschen Soldaten auf dem Panzer mit Benzin in Brand setzen, als wäre die Besatzung gefallen. Vor dem Kampf wird Ellison endgültig in die Mannschaft aufgenommen. Die Männer trinken und Ellison wird, da er eine „Kampf-, Fick- und Saufmaschine“ sei, der Kampfname „Maschine“ verliehen. Kurz darauf erreichen die Deutschen den vermeintlich zerstörten Panzer. In einem Überraschungsangriff töten die Amerikaner Dutzende Deutsche mit ihren Bord- und Handfeuerwaffen sowie Handgranaten, bis ihnen die Munition ausgeht. Der Reihe nach sterben alle Besatzungsmitglieder außer Ellison und Collier. Collier führt schwer verwundet einen abschließenden Dialog mit Ellison, in dem er Ellison rät sich nach diesem Massaker an den Deutschen besser nicht gefangen nehmen zu lassen, da ihn ansonsten ein qualvoller Tod erwarte. Die Deutschen können sich dem nun wirklich kampfunfähigen Panzer nähern und werfen Handgranaten hinein. Ellison rettet sich durch eine Luke im Boden und versteckt sich unter dem Panzer. Ein junger deutscher SS-Mann sieht ihn, verrät ihn aber nach einem flehenden Blick Ellisons mit erhobenen Händen nicht.
Am nächsten Morgen wird Ellison von US-Soldaten entdeckt. Der völlig traumatisierte Soldat wird als Held bezeichnet und in einem Sanitätsfahrzeug abtransportiert. Die letzte Einstellung zeigt den Panzer auf der Kreuzung und ihn umgebende Leichen dutzender deutscher Soldaten, während amerikanische Soldaten ihren Weg fortsetzen.

## Produktion

### Filmrechte
Am 13. Februar 2013 berichtete Deadline.com, dass QED International ihr nächstes Projekt namens Fury angehen wollen. Noch in demselben Jahr sollte das von David Ayer gekaufte Skript von ihm umgesetzt werden. Am 3. April wurde bekannt, dass die Produktion im September 2013 beginnen soll. Am 10. April gewann Sony Pictures die Auktion um die Filmrechte.

### Dreharbeiten

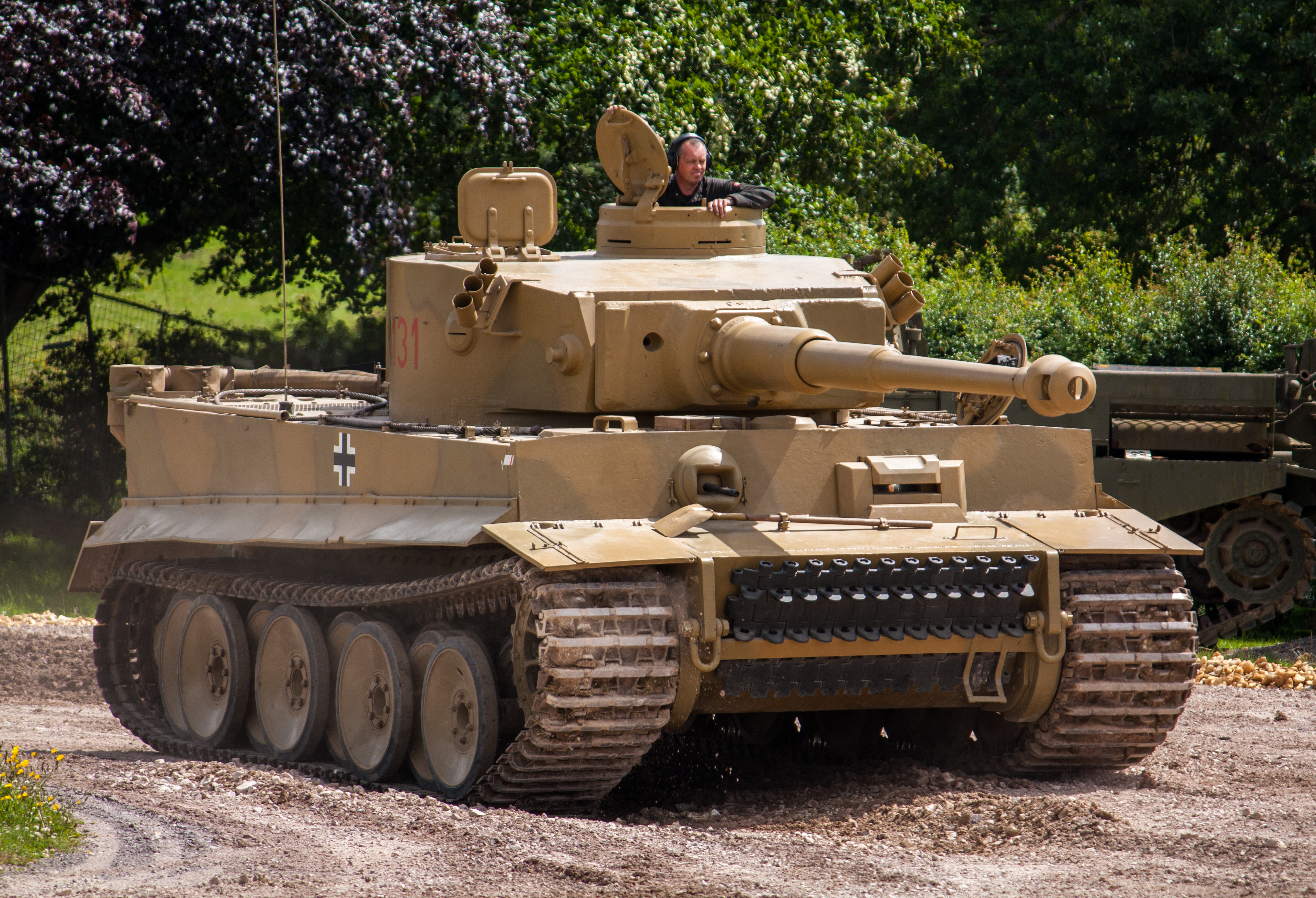
Der im Film verwendete Tiger mit der Kennnummer 131

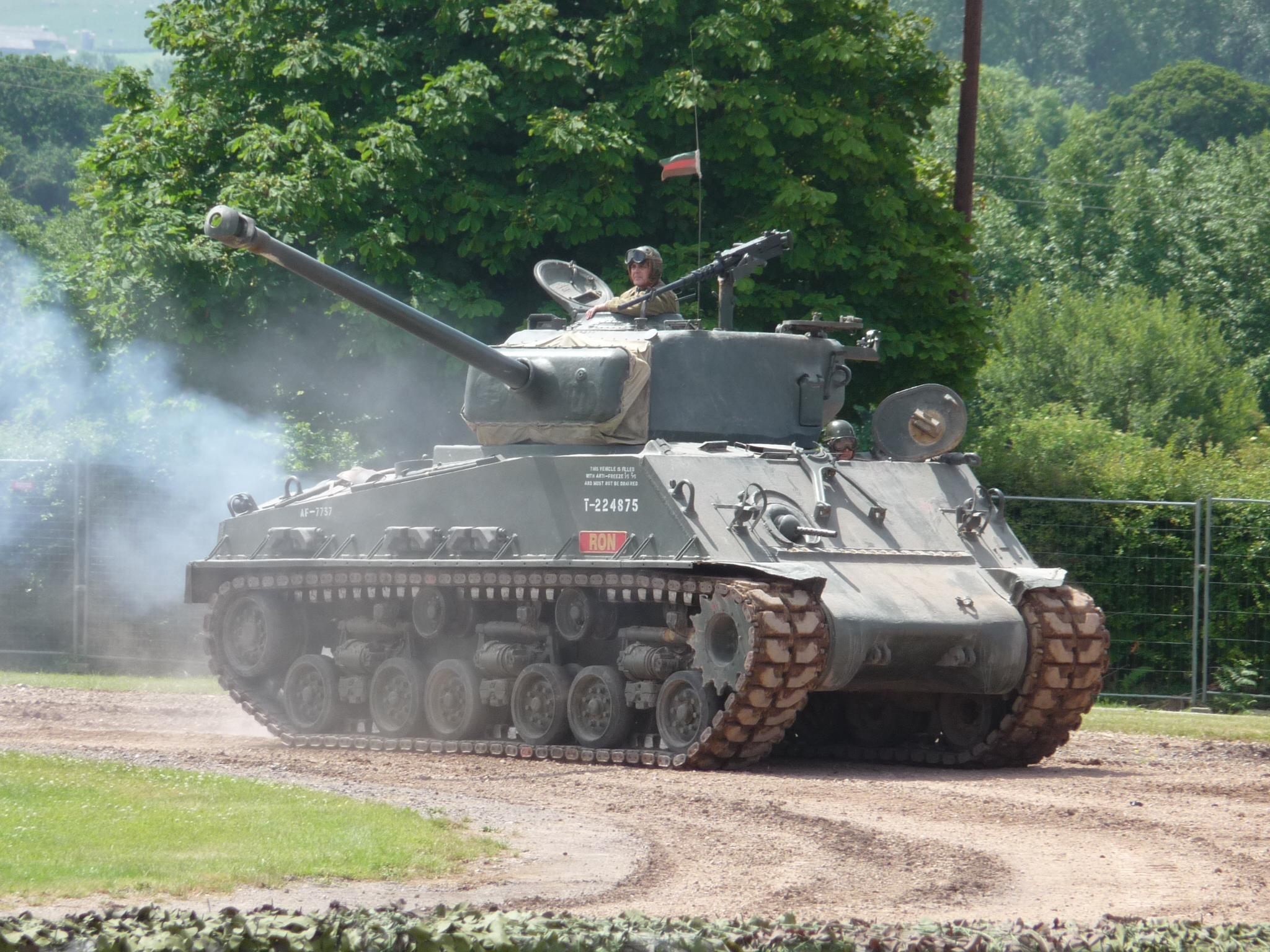
Der im Film verwendete M4A2E8 Sherman mit der Kennnummer T-224875

Laut den britischen Medien probten Besetzung und Filmteam vor Beginn der Dreharbeiten im September 2013 in der Grafschaft Hertfordshire, England. Brad Pitt wurde zudem am 3. September gesichtet, wie er einen Panzer fuhr.
Der Drehbeginn war der 30. September 2013 in der englischen Grafschaft Oxfordshire. Vorab hatten die Pinewood Studios die Bewohner der umliegenden Dörfer Shirburn, Pyrton und Watlington auf die bevorstehende Lärmbelästigung durch Schussgeräusche und Explosionen hingewiesen.
Am 15. Oktober 2013 wurde ein Stuntman während der Dreharbeiten durch ein Bajonett an der Schulter verletzt und per Rettungshubschrauber ins John Radcliffe Hospital in Oxford gebracht.
Im November erregte die Filmproduktion landesweite Aufmerksamkeit, da auch am Remembrance Day, dem nationalen Gedenktag für die Kriegstoten am 11. November, Dreharbeiten mit Darstellern in deutschen Wehrmachts- und SS-Uniformen sowie lautstarken Spezialeffekten stattfanden. Regisseur David Ayer entschuldigte sich später für den Vorfall.
Im Film ist der letzte fahrbereite Panzerkampfwagen VI „Tiger“ zu sehen. Das Fahrzeug mit der Kennnummer 131 gehört dem Panzermuseum Bovington im englischen Dorset. Der im Film verwendete M4A2E8 Sherman mit der Kennnummer T-224875 wurde ebenfalls dem Bovington Tank Museum entliehen.

### Produktionskosten
Die Produktionskosten beliefen sich auf geschätzte 68 Millionen US-Dollar.

### Musik
Am 19. November 2013 wurde Steven Price als Filmmusikkomponist verpflichtet. Am 26. August 2014 wurde angekündigt, dass Varèse Sarabande den Originalsoundtrack zum Film am 14. Oktober veröffentlichen wird.

## Rezeption
Der Film hält bei Rotten Tomatoes eine positive Publikumsbewertung von 84 %. Von 262 Fachkritiken sind 76 % positiv. Im Fazit heißt es: „Alles in allem ist der Film eine gut gespielte, entsprechend ungeschminkte Darstellung des Horrors des Krieges, der viszerale Schlachtszenen bietet, aber seinen großen Ambitionen nicht ganz gerecht wird.“ („Overall, Fury is a well-acted, suitably raw depiction of the horrors of war that offers visceral battle scenes but doesn’t quite live up to its larger ambitions.“)
James Berardinelli bezeichnete Herz aus Stahl als „intensiven Film“ mit „spannenden, authentisch inszenierten Panzerschlachten und einem glaubhaften Sinn für die Kameradschaft unter den Charakteren“. Das Branchenblatt Variety kritisierte, Brad Pitt spiele eine „verwässerte Version seines Charakters aus Inglourious Basterds“ und befand den Film insgesamt für „langweilig“.
Der film-dienst schrieb, der „um blutigen Realismus bemühte Kriegsfilm spiegelt die Abgebrühtheit und den Zynismus seiner Protagonisten auch im Erzählton“. Indem auf „übliche wackelige Handkamera-Sequenzen und hektische Schnitte“ verzichtet werde, entstehe Raum für „Reflexionen, was die fatalistische Verrohung der Soldaten umso erschütternder macht“.
Die Welt attestierte dem Film das „Reflektionsniveau [sic!] des deutschen Kinos der Fünfzigerjahre“, das moralische Kategorien ausschließt und die Professionalität des Krieges darstellt. Während Robert Aldrichs 1956 entstandener Film Ardennen 1944 „kriegsskeptisch“ gewesen sei, sei Ayer „kriegsgläubig“ und schlage sich „vorbehaltlos auf die Seite seiner Soldaten, die tun, was sie tun müssen, denn Überleben trumpft jede Moral“.
Kai Mihm von epd Film urteilte, dass sich Regisseur und Autor David Ayer „auch mit seinem neuen Film […] auf klassischem Terrain“ bewege. Herz aus Stahl sei „ein Weltkriegsfilm alter Schule, filmisch in zeitgemäß blutiger Aufbereitung, dramaturgisch originell durch den Fokus auf die Männer für die brachialen Sachen“. Seine Figuren seien „prägnant gezeichnete Archetypen, keine Klischeefiguren“, die „Bildwelten changieren […] zwischen Horrorkino und Malerei, zwischen Zombiewelt, Goya und Hieronymus Bosch“.
Weltweit spielte der Film knapp 208 Mio. US-Dollar ein.